# Piotr Siergijew
Piotr Grigorjewicz Siergijew (ros. Пётр Григорьевич Сергиев, ur. 28 czerwca?/10 lipca 1893 we wsi Srietienskoje w guberni wiackiej, zm. 12 lipca 1973 w Moskwie) – rosyjski i radziecki parazytolog i epidemiolog, organizator ochrony zdrowia, Bohater Pracy Socjalistycznej (1963).

## Życiorys
W 1917 ukończył studia na Wydziale Medycznym Uniwersytetu Kazańskiego i został skierowany do armii jako lekarz pułkowy, po demobilizacji w 1918 pracował jako lekarz chorób zakaźnych, w 1919 wstąpił ochotniczo do Armii Czerwonej i został członkiem RKP(b). W 1920 kierował zarządem sanitarnym Zachodniosyberyjskiego Okręgu Wojskowego, w latach 1921–1922 był lekarzem Ambasady RFSRR w Afganistanie, 1922–1927 funkcjonariuszem partyjnym, 1927–1934 lekarzem Instytutu Tropikalnego (1929–1934 zastępcą dyrektora), a 1934–1970 dyrektorem tego instytutu. Jednocześnie od 1934 redagował pismo „Parazitologija i parazitarnyje bolezni”, był także członkiem Komisji Malarycznej Ligi Narodów; 1956 wydał monografię (wraz z A. Jakuszewą) Malaria i walka z nią w ZSRR. Od 15 marca do sierpnia 1937 był ludowym komisarzem ochrony zdrowia RFSRR, w latach 1938–1941 szefem Zarządu Przeciwepidemicznego Ludowego Komisariatu Ochrony Zdrowia RFSRR i jednocześnie szefem Wydziału do Walki z Malarią Ludowego Komisariatu Ochrony Zdrowia ZSRR, a 1946–1948 członkiem Prezydium Oddziału Medycyny Parazytologicznej Akademii Nauk Medycznych ZSRR (14 listopada 1944 został akademikiem tej akademii). W latach 1953–1957 był akademikiem-sekretarzem Oddziału Medycyny Parazytologicznej Akademii Nauk Medycznych ZSRR, 1957–1960 wiceprezydentem Akademii Nauk Medycznych ZSRR i jednocześnie wykładowcą Centralnego Instytutu Dokształcania Lekarzy i 1 Moskiewskiego Instytutu Medycznego, a od 1970 do końca życia konsultantem Instytutu Parazytologii Medycznej i Medycyny Tropikalnej im. Marcinkowskiego. Został pochowany na Cmentarzu Nowodziewiczym.

## Odznaczenia i nagrody
- Medal Sierp i Młot Bohatera Pracy Socjalistycznej (5 lipca 1963)
- Order Lenina (trzykrotnie – 17 września 1953, 11 lutego 1961 i 5 lipca 1963)
- Order Czerwonego Sztandaru Pracy (dwukrotnie – 1 lipca 1942 i 5 września 1951)
- Order „Znak Honoru” (28 października 1967)
- Nagroda Stalinowska (dwukrotnie - 1946 i 1952)